# Cap-hornier
Un cap-hornier (pl : des cap-horniers) est un navire qui a franchi le cap Horn dans un sens ou dans l'autre. Par extension, il désigne également les marins (commandants & équipages) qui ont franchi ce cap.

## L'épopée des grands voiliers cap-horniers

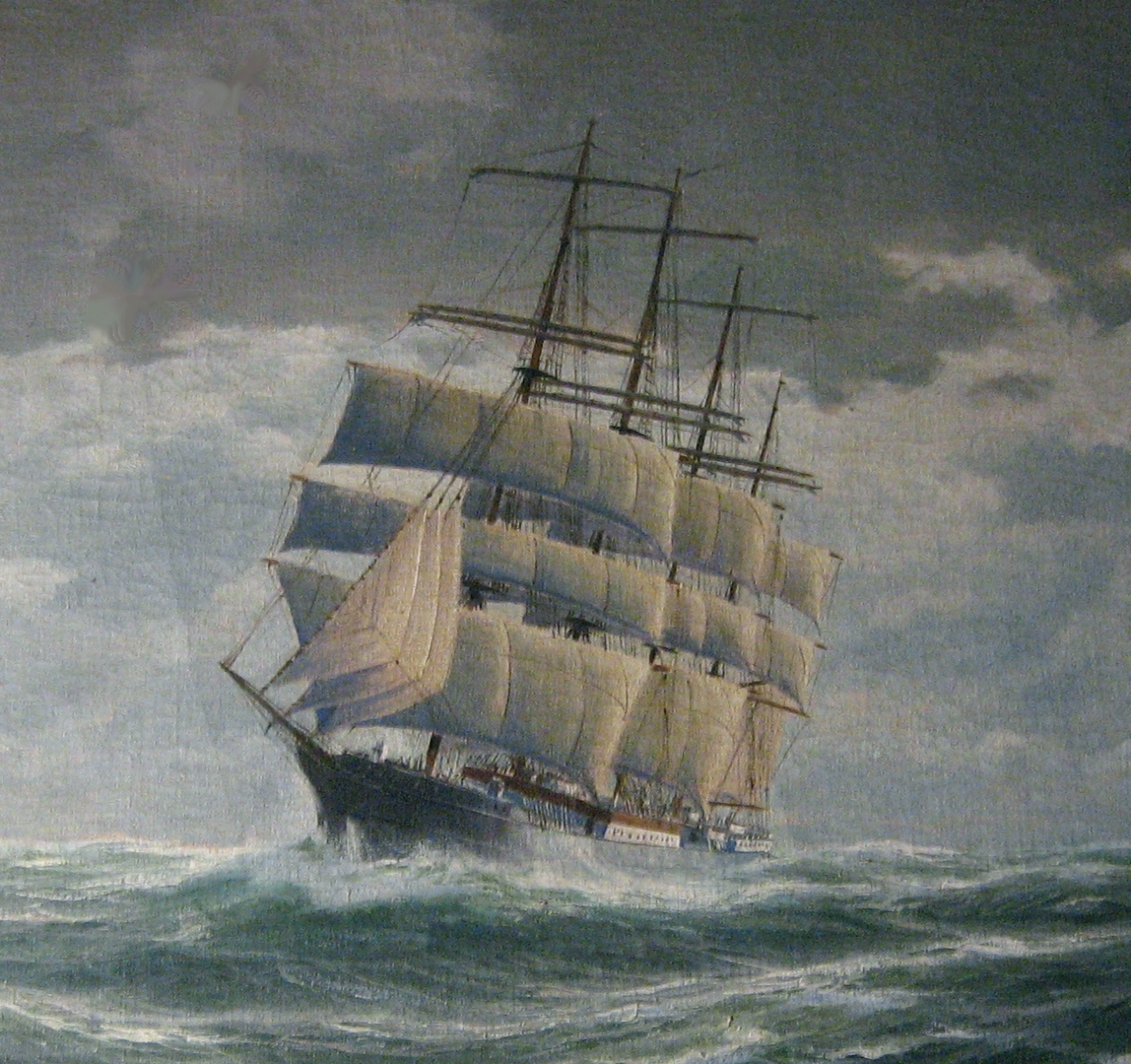
Le Peking était un cap-hornier.

Les cap-horniers sont des grands voiliers de charge qui, du milieu du XIXe siècle jusqu'au premier quart du XXe siècle, soit pendant plus d'un demi-siècle, ont fait le tour du monde en passant par le cap Horn malgré les dangers. On disait d'eux également qu'ils faisaient les « trois caps » car ils passaient le Horn, le cap de Bonne-Espérance (Afrique du Sud) et le cap Leeuwin (Australie). Cette flotte de voiliers au long-cours absorba à elle seule les trois quarts des activités maritimes de l'Europe. Les cap horniers sont alors les vecteurs du commerce européen en voie d'expansion mondiale. Ce sont des bateaux en acier, trois-mâts (généralement carré ou barque) ou quatre-mâts, qui peuvent atteindre 100 m de long et porter 4 000 m2 de voilure (voire plus pour les cinq-mâts). Le Balclutha, trois-mâts carré à coque acier, construit en 1886 franchit 17 fois le cap Horn sur une période de 13 ans. Son équipage se composait de 26 marins. Ou également le Suomen Joutsen ancien voilier à prime et cap-hornier.

## Navigation au cap Horn

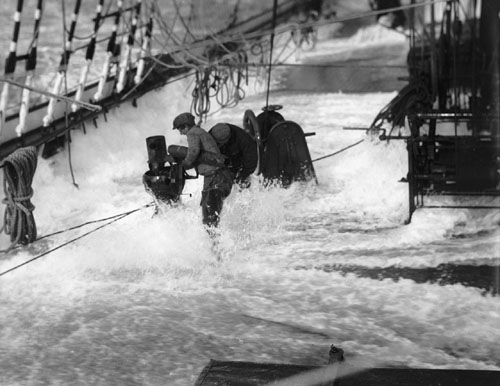
Deux cap-horniers sur le pont du Parma doublant le cap Horn autour de 1932.

Les parages du Cap, très difficiles pour la navigation à cause des conditions climatiques particulièrement soudaines, rapides et violentes et d'une mer exigeante furent toujours une épreuve extrêmement pénible pour les équipages, surtout d'est en ouest, contre les vents dominants (sud-ouest principalement), les courants, les icebergs, la houle croisée et les déferlantes. Si le passage pendant l'été austral pouvait se faire dans des conditions acceptables, il en était tout autrement l'hiver, la fréquence et l'intensité des tempêtes s'ajoutant au froid et aux conditions de vie très dures pour les marins embarqués sur ces navires. De plus, la grande houle des cinquantièmes hurlants qui courait depuis des centaines de milles rencontre à cet endroit une remontée des fonds marins qui la fait déferler. Cette voie maritime, pour accéder à la côte ouest du continent américain en venant de l'Atlantique, était un impératif pour les bateaux qui emmenaient les pionniers et leur matériel de la côte est avant la création du chemin de fer transcontinental et pour les voiliers de charge ramenant le nitrate et autres minerais du Chili vers l'Europe.
Le voilier américain, l'Edward Sewall a dû croiser pendant plus de deux mois (du 10 mars au 8 mai) au début de 1904 dans les parages du Horn avant de réussir à le passer. Par contre, le Flying P-Liner Priwall réussit l'exploit en 1938 de contourner la pointe Sud en 5 jours et 14 heures. Mais dans des conditions moins exceptionnelles le franchissement s'effectuait entre 30 et 45 jours. Le passage pendant l'hiver austral relevait de l'exploit et nombre de marins sont morts dans ces parages emportés par une vague, tombés du gréement ou écrasés par la rupture de celui-ci. On estime à 800 navires échoués ou coulés et 10 000 marins tués au cap Horn et à proximité de celui-ci.
Roland Paringaux, petit-fils du cap-hornier Pierre Stéphan, décrit dans Carnets du cap Horn les conditions de ces marins :
« L'affrontement avec le cap Horn, ce que John Mansfield appelle « le jeu désordonné des puissances de l'abîme », c'était le branle-bas de combat pour tout le monde. C'étaient des nuits d'angoisse et de manœuvres sans cesse recommencées dans une mâture secouée par le vent, le roulis et les coups de tangage. C'étaient des heures épuisantes, passées à lutter avec la toile, les pieds appuyés sur un simple cordage : une situation acrobatique où tout faux mouvement peut être fatal, avec le pont cinquante mètres plus bas et, au bout des vergues, la mer noire comme un tombeau grand ouvert. C'étaient les lames géantes, déferlant sur le pont, le navire alourdi, aspiré vers le fond, et ce temps suspendu, interminable qu'il mettait à remonter avant de replonger, avec les hommes qui risquaient à chaque déferlante de passer par dessus bord. »
L'autre route maritime du contournement de l'Amérique du Sud était le détroit de Magellan qui évitait de descendre jusqu'à la pointe Sud, mais avec des voiliers classiques peu manœuvrants, le voyage était tout aussi risqué voire plus. En effet, le détroit est très étroit à certains endroits et est orienté est-ouest qui n'est pas favorable à la navigation lors des vents dominants du sud-ouest. Il existe de très fort courants de marée et, au cap Froward, les deux Océans se confrontent. Il y a des zones de kelp et les cartes marines sont imprécises. Le climat y est également hostile avec la présence de williwaws et de grains blancs.
L'ouverture du canal de Panama en août 1914 a mis fin à ces difficultés, ce qui a révolutionné la navigation autour du globe.

## Les marins cap-horniers et la culture

### Amicale internationale des capitaines au long cours cap-horniers
Les dangers du passage du cap Horn ont encouragé les capitaines des cap-horniers (les « torcheurs de toile ») à créer une organisation grâce à laquelle ils pourraient partager leurs expériences : l'amicale internationale des capitaines au long cours cap-horniers (AICH) fondée en juillet 1936 à Saint-Malo. Publiant une revue et tenant un congrès annuel, elle est dissoute en 2003 alors qu'elle ne comptait plus aucun capitaine français ayant passé le cap.

### Hommage
Le musée international du Long-Cours Cap-Hornier situé dans la tour Solidor à Saint-Malo  retrace la vie de ces marins et de leurs navires.
Différents monuments, stèles et sculptures sont dédiés aux marins cap-horniers à Saint-Malo (France) ou sur l’île Horn (Chili) :

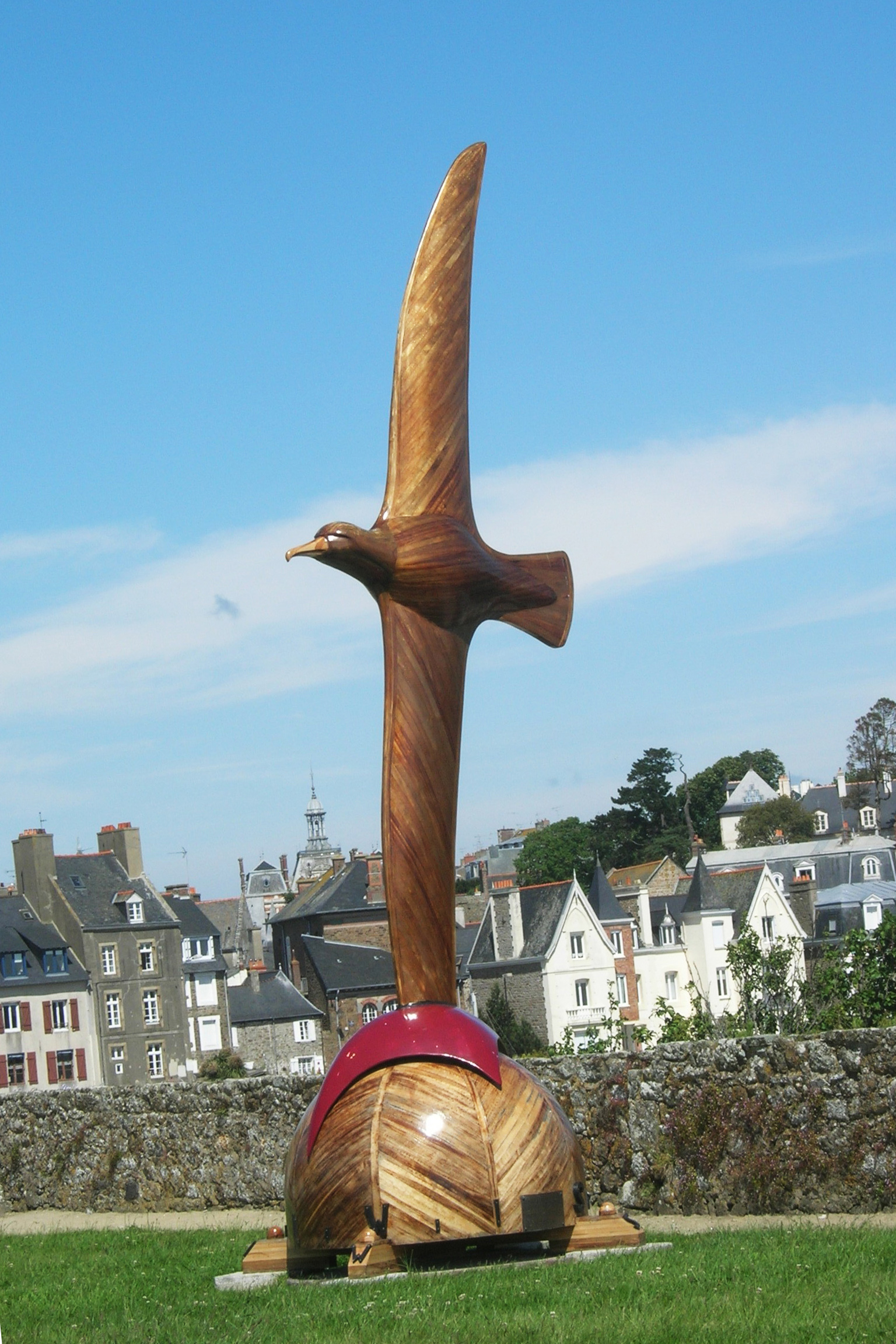
Une œuvre en bois exposée à Saint-Malo, représentant un albatros a été offerte par la section Chilienne de l'Amicale Internationale des Cap Horniers.
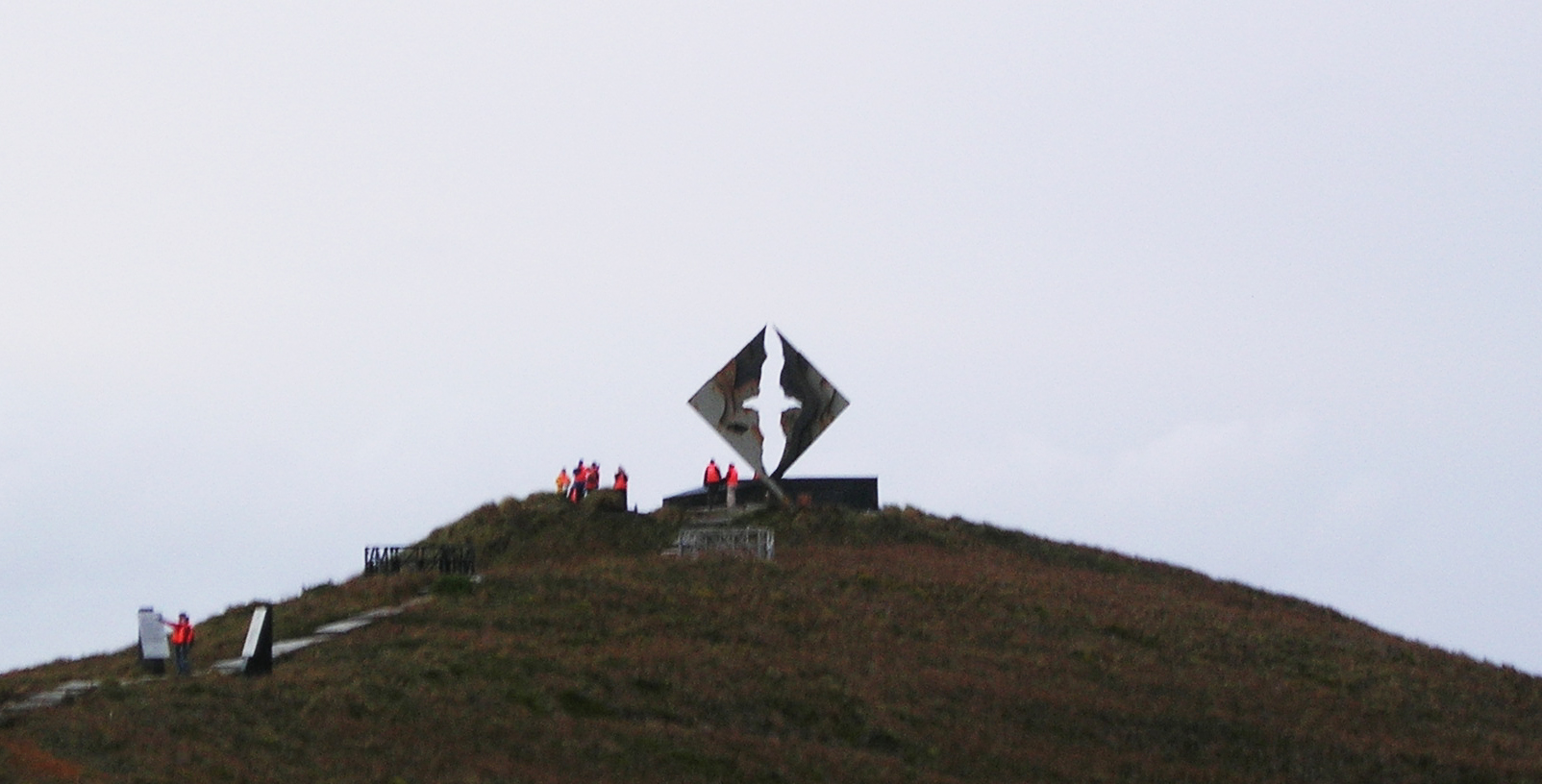
Une œuvre en acier située sur l'île Horn représentant un albatros en hommage aux cap-horniers.
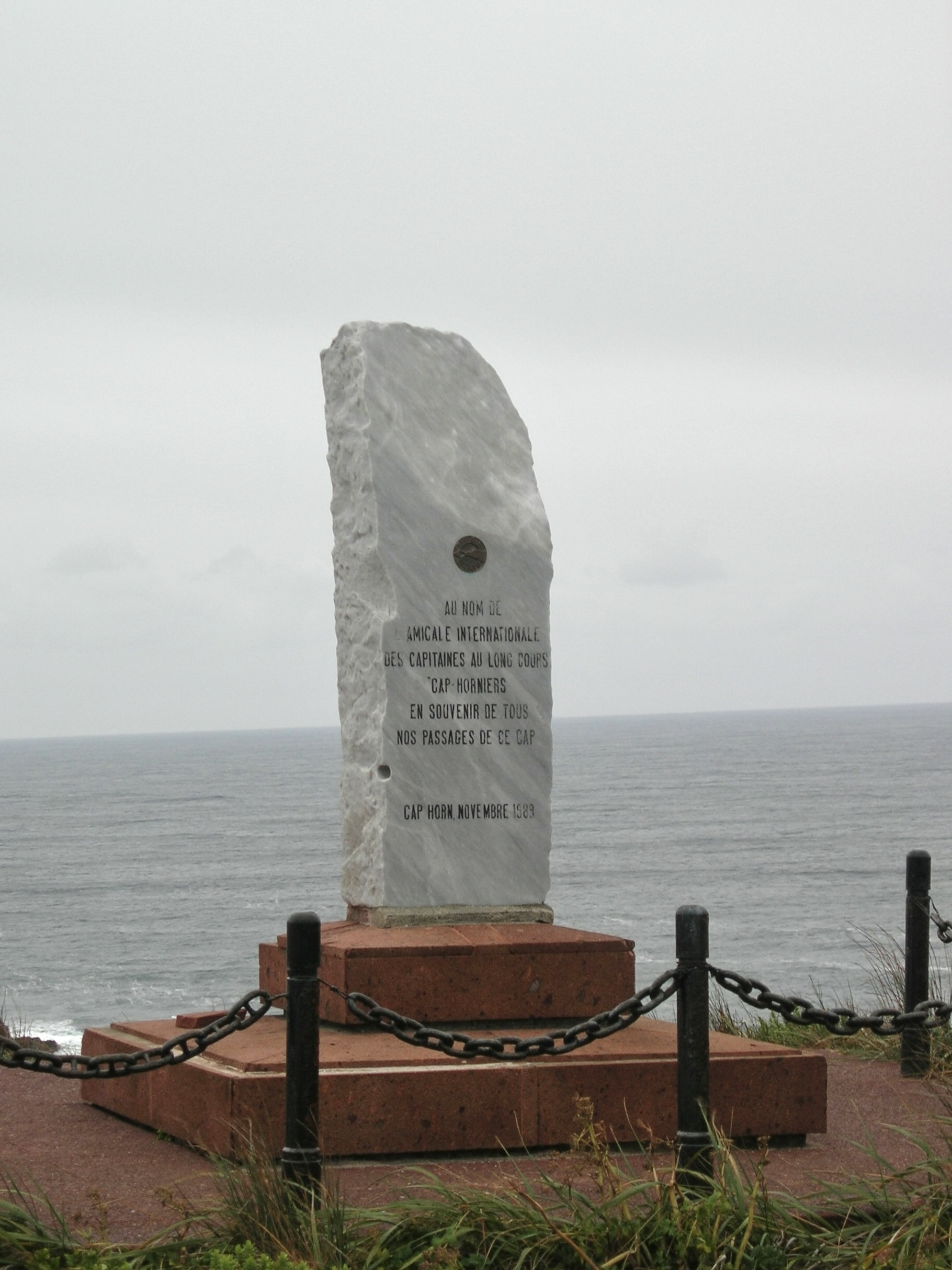
La stèle en pierre taillée offerte par l'Amicale internationale des capitaines au long cours, située  sur l'île Horn.

### Les cap-horniers en chanson
On retrouve la « chanson du Cap-Hornier » dans le livre Cap Horn, Aux Portes du Large d'Henry-Jacques, sorti en 1947. Né à Nantes, Henry-Jacques (1886-1973) fut cap-hornier. En voici les paroles :
Au premier voyage était moussaillon.
Ho hisse, allons !
Fit l'tour du monde et tant et plus.
Dit au cap Horn en crachant d'ssus !
J't'ai eu !
J’t'aurai encor’ comme je t'ai eu !
Au deuxièm' voyage était novice.
Ho hé, ho hisse !
Fit l'tour du monde et tant et plus.
Dit au cap Horn en crachant d'ssus
J't'ai eu !
J't'aurai encor’ comme je t'ai eu !
Au troisièm' voyage était matelot,
Ho hisse, hé ho !
Fit l'tour du monde et tant et plus.
Dit au cap Horn en crachant d'ssus
J't'ai eu !
J't'aurai encor comme je t'ai 'eu !
L'quatrième voyage était capitaine,
Piquez la baleine !
Fit l'tour du monde et tant et plus.
Dit au cap Horn en crachant d'ssus :
J't'aî eu !
J't'aurai encor comme je t'ai eu !
Du cinquièm' voyage n'est point revenu,
Good bye, foutu !
Fit l'tour du monde mais n'en r'vint plus.
Et le cap Horn en crachant d'ssus,
Lui dit : j’t’ai eu !
J't'ai eu, mon gars, mieux qu'tu m'as eu !
La référence à l'action de cracher (le jus de chique) est liée à une tradition de la marine à voile : Quiconque avait passé à la voile le Cap Horn (ou, suivant d'autres versions les "trois caps durs" de l'Océan Austral  c'est-à-dire le Horn, le cap Leeuwin (ou la pointe sud de la Tasmanie ) et le Cap de Bonne Espérance) acquérait le "droit coutumier" de cracher au vent (le flanc du bateau qui reçoit le vent )...ce qui n'est pas la façon la plus pratique de procéder.
Autre droit coutumier lié à l'état de Cap Hornier: le fait de pouvoir arborer un anneau d'or à l'oreille, dument percée pour la circonstance.

### Dans la littérature
- Publié en 1840, l'œuvre autobiographique Deux années sur le gaillard d'avant est le témoignage de Richard Henry Dana, Jr. en tant que marin à bord d'un cap-hornier.
- Trilogie intitulée La Fosse aux vents de Roger Vercel (Ceux de la Galatée en 1949, La Peau du diable en 1950, Atalante en 1951).